# 명백·현존위험의 원칙
명백·현존 위험의 원칙(明白·現存危險-原則, rule of clear and present danger)은 미국에서 언론·출판 등의 자유를 제한하는 표준으로 채택된 원칙으로, 언론과 출판이 국가기밀을 누설하거나 타인의 명예 또는 사생활의 비밀을 침해하려고 하는 경우에 법원이나 관계기관이 정지명령 등으로 이를 억제하려 할 때 사용하는 기준을 말한다. 미국의 솅크 판결(Schenck v. United States, 1919)에서 홈즈 대법관에 의해 처음 사용되었다. 홈즈 대법관은 존 스튜어트 밀의 위해원칙(Harm principle)을 기초로 하여 명백하고 현존하는 위험의 원칙을 만들었다.

## 배경
미국의 수정헌법 제1조에 언론의 자유를 천명하고 그 자유를 제한하는 법률을 제정 못하게 규정을 했다. 그러나, 20세기에 들어와서 이 조문과 법률에 저촉하는 사례가 속출하였다. 그 하나는 제1차 대전시 ‘방첩법’에 관한 사건이다. 이 법률에 의해 전쟁·징병 반대 등을 조장시키는 언론을 엄격하게 단속했다. 또한, 1901년 대통령 맥킨리(Mackinley)가 무정부주의자에게 암살된 사건을 계기로 각 주에서 신디컬리즘(syndicalism)과 무정부주의를 금지하는 주법이 제정되었다. 그것들이 법률의 합헌성(合憲性) 여부에 저촉이 되어, 어떠한 언론에 대해서도 제한을 가할 수 있는 기준의 확립이 요청되어, 대심원에 의해 ‘명백하고 현존하는 위험의 원칙(clear and present danger rule)’이라는 기준이 세워졌다.

## 내용
이 원칙은 ‘언론이 직접 해악을 초래하는 현재의 위험이 있을 경우, 또한 그러한 해악을 유발할 의도로 행하는 경우’에만 언론에 제한을 가할 수 있다고 하는 것이다.
홈즈 대법관은 "정도와 근접성"을 심사하였다. 즉, 중대하고 명백한 위험이고(정도, clear), 현재에 위험이 발생하거나 긴박한 위험일 것(근접성, present)을 요건으로 심사하였다.

## 후퇴
냉전시절인 1951년 데니스 판결에서는 명백하고 현존하는 위험의 원칙이 후퇴하여, 중대하고 명백한 위험이기만 하면(정도, clear) 긴박한 위험(근접성, present)이 아니라도 처벌될 수 있다고 하여, 피고인을 유죄판결하였다. 그러나 반대의견을 낸 더글라스 대법관은 명백하고 현존하는 위험의 원칙을 고수하여, 피고인이 무죄라는 의견을 내었다. 사건은 폭력으로 정부전복을 주장하는 것을 금지한 스미스법이 공산당 간부에게 적용될 것인가에 대한 문제였다.
그러나 미국 연방대법원은 그 이후의 사건들에서 다시 명백하고 현존하는 위험의 원칙으로 돌아왔다.

## 한국
1990년 헌법재판소는 명백하고 현존하는 위험의 원칙에서 후퇴한 판결을 하였다.(1990. 4. 2. 선고 89헌가113 결정) 미국의 1951년 데니스 판결과 비슷한 취지였다.
다수의견은 "여기에 해당되는가의 여부는 제7조 제1항 소정의 행위와 위험과의 근접정도도 기준이 되겠지만 특히 해악이 크냐 작은냐의 정도에 따라 결정함이 합당할 것이다."고 판시하여 "행위와 위험과의 근접정도"(현존성, present)와 "해악이 크냐 작은냐의 정도"(명백성, clear)의 두가지 요건이 모두 기준이 된다고 하면서도, 결론에서는 "해악이 크냐 작은냐의 정도"(명백성, clear)만으로 합헌 판결을 하였다. 현존성은 판단하지 않고 명백성만 판단하여 국가보안법 제7조 제1항이 합헌이라고 보았다.
반면에, 변정수 재판관은 반대의견에서 1951년 데니스 판결에서 반대의견을 낸 더글라스 대법관과 비슷한 취지의 의견을 내었다. "의사표현에 대하여 형벌을 과하는 법률은 최고도의 명확성이 요구될 뿐더러 그 의사표현행위를 처벌하기 위해서는 그것이 장래에 있어 국가나 사회에 단지 해로운 결과를 가져올 수 있는 성향을 띠었다는 것만으로는 부족하고, 법률에 의하여 금지된 해악을 초래할 명백하고도 현실적인 위험성이 입증된 경우에 한정되어야 하는 것이다.(명백하고도 현존하는 위험의 원칙)"라고 판시하여, 명백성만 판단한 다수의견에 반대하여, 국가보안법 제7조 제1항이 현존성이 없으므로 위헌이라고 보았다.
89헌가113 사건의 경우처럼, 현존성은 판단하지 않는 경우를, "명백성의 원칙"이라고 부른다.

## 헌법이론
영미법에서 헌법이론으로 자주 논의되는 자유 규제에 대한 규제 원칙으로는, 명백하고 현존하는 위험의 원칙(The Doctrine of Clear and Present Danger), 과도한 광범성의 원칙(The Overbreadth Doctrine), 막연하기 때문에 무효의 원칙(The Void-for Vagueness Doctrine, 명확성의 원칙), 덜 제한적인 규제의 원칙(The Less Restrictive Alternative, LRA, 과잉금지의 원칙) 등이 있다.

## 같이 보기
- 홈즈 대법관
- 위해원칙(Harm principle)
- 과도한 광범성의 원칙(The Overbreadth Doctrine)
- 막연하기 때문에 무효의 원칙(The Void-for Vagueness Doctrine, 명확성의 원칙)
- 덜 제한적인 규제의 원칙(The Less Restrictive Alternative, LRA, 과잉금지의 원칙)

## 참고자료
- 홍완식, 헌법.상법 (제1과목 문제집), 예응(예응고시), 2001. ISBN 89-88740-45-9